# Koala
Koala (Phascolarctos) – rodzaj ssaka z rodziny koalowatych (Phascolarctidae). 

## Zasięg występowania
Rodzaj obejmuje jeden żyjący współcześnie gatunek występujący w Australii. Koala jest endemitem.

## Morfologia
Długość ciała samic 65–73 cm, samców 67–82 cm; masa ciała samców samic 4,1–11 kg, 4,2–14,9 kg. 

## Systematyka
Rodzaj zdefiniował w 1816 roku francuski zoolog Henri Marie Ducrotay de Blainville na łamach Bulletin des Sciences, par la Société Philomáthique de Paris. Blainville nie wskazał gatunku typowego; w ramach późniejszego oznaczenia w 1817 roku Blainville na typ nomanklatyryczny wyznaczył koalę australijskiego (P. cinereus). 

### Etymologia
- Phascolarctos (Phascolaretus, Phascolarctus): gr. φασκωλoς phaskōlos „skórzany worek, torba”; αρκτος arktos „niedźwiedź”[18].
- Lipurus (Liscurus): gr. λειπω leipō „porzucić, pozostawić”; ουρα oura „ogon”[19]. Gatunek typowy: Lipurus cinereus Goldfuss, 1817.
- Morodactylus: gr. μωρος mōros „przytępiony, ociężały”; δακτυλος daktulos „palec”[20]. Gatunek typowy: Lipurus cinereus Goldfuss, 1817.
- Koala i Kola: aborygeńska nazwa gula lub gulawany dla koali[21]. Gatunek typowy: Lipurus cinereus Goldfuss, 1817.
- Draximenus: etymologia nieznana, Lay nie podał znaczenia nazwy rodzajowej[22].
- Cundokoala: rodzima nazwa z półwyspu Jork cundo „grzmot”; ang. koala „koala”[11]. Gatunek typowy: †Cundokoala yorkensis Pledge, 1992.

### Podział systematyczny
Do rodzaju należy jeden występujący współcześnie gatunek:
- Phascolarctos cinereus (Goldfuss, 1817) – koala australijski

Opisano również gatunki wymarłe:
- Phascolarctos maris Pledge, 1987[24] (Australia; pliocen).
- Phascolarctos stirtoni Bartholomai, 1968[25] (Australia; plejstocen).
- Phascolarctos yorkensis (Pledge, 1992)[11] (Australia; pliocen/plejstocen).